# Zsákai Zsolt
Zsákai Zsolt (Salgótarján, 1977. szeptember 28. –) orvos, ortopéd-traumatológus szakorvos, az International Society for Hip Arthroscopy – The Hip Preservation Society tagja.

## Élete és pályafutása
Kakuk Rozália tanárnő és Zsákai László gyermekeként született 1977. szeptember 28-án. Általános iskolás éveit a bátonyterenyei Erkel Ferenc Zenei Általános Iskolában töltötte. Az esztergomi Temesvári Pelbárt Ferences Gimnázium elvégzése után 2003-ban a Szegedi Tudományegyetem Általános Orvosi Karán szerzett orvosi diplomát. Ezt követően a Borsod-Abaúj-Zemplén Megyei Kórház és Egyetemi Oktató Kórházban kezdett el dolgozni ortopéd-traumatológus rezidensként. 
2009-ben Budapesten szerezte meg az ortopéd-traumatológus szakorvosi diplomát. 2015. július 3-án adjunktusi, 2019. július 1-én főorvosi kinevezésben részesült. 2021-ben az Ortopéd Sebészeti Osztály osztályvezető helyettes főorvosa, 2022 novemberében pedig osztályvezető főorvosa lett. 2017 óta a Miskolci Egyetem Egészségügyi Főiskolai Karán óraadóként tart előadásokat. Munkahelyén a rezidens és szakorvos képzésben is jelentős szerepet vállal. 2018-ban kezdte el kutatómunkáját a Nemzeti Közszolgálati Egyetem Hadtudományi Doktori Iskolájában. 2023-ban kezdte meg a Debreceni Egyetem Gazdaságtudományi Karán az egészségügyi menedzser mesterképzést. A csípő-artroszkópia műtéti technikájában szerzett tapasztalata miatt – magyar nemzetiségű orvosként első alkalommal – beválasztották az International Society for Hip Arthroscopy – The Hip Preservation Society-be.
2025. Január 17-től a Borsod-Abaúj-Zemplén Vármegyei Központi Kórház és Egyetemi Oktatókórházat vezeti.

## Tudományos munkássága
Szakmai tapasztalatának kialakulásában mind a gyermek, mind a felnőtt ortopédiai betegségek ellátása szerepet kapott. A gyermekkori gerincferdeségek gondozása, valamint az ultrahangos csecsemőkori csípőszűrés elsajátítása során nagy mértékben hozzájárult a lakóhelyének környékén lévő esetek gondozásához. Az újdonságnak számító technikák tanulása során – mint a csípő-artroszkópia, izomleválasztás nélküli csípőprotézis, valamint a komfort térdprotézis – külföldi tanulmányutakon vett részt, és a nemzetközi konferenciákon, kongresszusokon hallottakat elsőként kezdte alkalmazni a régiójában.

## Publikációi
- Primer artrózisok retrospektív vizsgálata anterioposzterior medencefelvételek alapján – Femoroacetabularis impingement okozta artrózis[4]
- Medial Unicompartmental Knee Arthroplasty: Correlation Between Components’ Malalignment and Long-term Outcome in Obese Patients[5]
- Comparison of total knee arthroplasty after combined high tibial osteotomy with a matched group of primary total knee arthroplasty[6]
- Terrorizmus – bioterrorizmus: A változó világ negatív aspektusai[7]
- Csípőarthroscópia: rövid távú eredményeink[8]
- Az emberi csípő, térd és gerinc biomechanikai jellemzői, valamint terhelés hatására létrejött elváltozásainak áttekintő elemzése – 1. rész[9]
- Az emberi csípő, térd és gerinc biomechanikai jellemzői, valamint terhelés hatására létrejött elváltozásainak áttekintő elemzése – 2. rész[10]
- Az emberi csípő, térd és gerinc biomechanikai jellemzői, valamint terhelés hatására létrejött elváltozásainak áttekintő elemzése – 3. rész[11]

## Könyvfejezet
- Stratégiai szempontok a mozgásszervi betegségek kezelésében

## Szakmai társasági tagságok
- Magyar Ortopéd Társaság
- Magyar Traumatológus Társaság[12]
- Magyar Arthroscópos Társaság
- Magyar Váll- és Könyöksebészek Egyesülete
- International Society for Hip Arthroscopy – The Hip Preservation Society